# Boston Celtics 1958-1959
La stagione 1958-59 dei Boston Celtics fu la 13ª nella NBA per la franchigia.
I Boston Celtics vinsero la Eastern Division con un record di 52-20. Nei play-off vinsero la finale di division con i Syracuse Nationals (4-3), vincendo poi il titolo battendo nella finale NBA i Minneapolis Lakers (4-0).

## Roster
| N°    | Naz.                   | Ruolo | Sportivo         | Anno | Alt. | Peso |
| ----- | ---------------------- | ----- | ---------------- | ---- | ---- | ---- |
| 6     | Stati Uniti (bandiera) | C     | Bill Russell     | 1934 | 206  | 98   |
| 14    | Stati Uniti (bandiera) | G     | Bob Cousy        | 1928 | 185  | 79   |
| 15    | Stati Uniti (bandiera) | AC    | Tom Heinsohn     | 1934 | 201  | 99   |
| 16    | Stati Uniti (bandiera) | A     | Bennie Swain     | 1933 | 203  | 100  |
| 17    | Stati Uniti (bandiera) | AC    | Gene Conley      | 1930 | 203  | 102  |
| 18    | Stati Uniti (bandiera) | A     | Jim Loscutoff    | 1930 | 196  | 100  |
| 20    | Stati Uniti (bandiera) | A     | Lou Tsioropoulos | 1930 | 196  | 86   |
| 21    | Stati Uniti (bandiera) | G     | Bill Sharman     | 1926 | 185  | 79   |
| 23    | Stati Uniti (bandiera) | GA    | Frank Ramsey     | 1931 | 191  | 86   |
| 24    | Stati Uniti (bandiera) | GA    | Sam Jones        | 1933 | 193  | 90   |
| 25-27 | Stati Uniti (bandiera) | G     | K.C. Jones       | 1932 | 185  | 91   |

## Staff tecnico
- Allenatore: Red Auerbach
- Preparatore atletico: Buddy LeRoux